# Ivana Radaljac Krušlin
Ivana Radaljac Krušlin (22. svibnja, 1975., Metković, Hrvatska). Poznata je hrvatska novinarka, voditeljica i urednica. Najpoznatija je po svom djelovanju na Hrvatskoj radioteleviziji, u programu Hrvatskog radija, Radio Sljeme. Urednica je i voditeljica podcasta o mentalnom zdravlju pod nazivom "PSIHOLOGiJA". U braku je s hrvatskim pjevačem, skladateljem i tekstopiscem Željkom Krušlinom s kojim ima kći.

## Životopis
Ivana Radaljac Krušlin studirala je na Pravnom fakultetu u Zagrebu te je potom diplomirala na Fakultetu političkih znanosti u Zagrebu. U razdoblju od 1993. do 1994. godine radi u Ministarstvu unutarnjih poslova kao referent u prekršajnom postupku te kao novinarka i voditeljica na Radio postaji Ploče te na Neretvanskoj televiziji. Iako se od svoje 14. godine bavi medijskim poslom, Ivana svoj službeni radni vijek započinje na Hrvatskoj radioteleviziji 1994. godine u sklopu Hrvatske televizije. Na Hrvatskoj televiziji vodi zabavno- glazbeni kviz Povisilica sa Zvonkom Varošancem, projekt Ljeto na Trećem te brojne druge kultne festivale.
S televizije ubrzo prelazi na Hrvatski radio, Radio Sljeme gdje osim redovnog dnevnog programa radi na velikim projektima kao što su utrka Svjetskog kupa Snježna kraljica, organizira projekt 55 godina Radio Sljemena (2008.), reporterka je projekta Razglednice iz Hrvatske HTV-a(2008.), medijska je organizatorica i reporterka Svjetskog rukometnog prvenstva (2009.) te mnogih drugih.
Ivana Radaljac Krušlin poznata je po svom radu u sferi promicanja i poticanja svijesti i organizacija na socijalno orijentirano djelovanje u kojem se bavi socijalno marginaliziranim i ugroženim grupama hrvatskog društva. Samo neke od njenih emisija koje se bave ovom tematikom su Deveti krug, Psiholog(i)ja, te serijal dokumentarnih reportaža Žena, kurva, kraljica, Dom na kraju svijeta, Svijet za šut i Dema, devla za koji ju je Hrvatsko novinarsko društvo 2012. godine nagradilo nagradom Marija Jurić Zagorka.
Članica je Multidisciplinarnog tima za zaštitu djece, Regionalnog resornog Centra za zaštitu djece u Jugoistočnoj Europe i Socijalnog vijeća Grada Zagreba. Članica je i Novinarskog vijeća časti u kojem je jedna od sutkinja Suda časti.
Ivana Radaljac Krušlin voditeljica je i urednica YouTube podcasta "PSIHOLOGiJA", dugogodišnje emisije o mentalnom zdravlju. Emisija je 2024. bila nominirana za Večernjakovu ružu u kategoriji "radijska emisija godine" za 2023 godinu.

## Nagrade i priznanja
U sklopu svoje medijske karijere, Ivana Radaljac Krušlin osvojila je niz priznanja publike i struke od kojih su neki:
Nagrada Hrvatskog društva novinara- za radijsko novinarstvo 2012.
AVA Digital Awards, Dallas, SAD 2020.
Večernjakova ruža- Radijska osoba godine 2020.
Finalistica izbora za Komunikatora godine 2020.
Nagrada Hrvatske udruge za odnose s javnošću, Marija Jurić Zagorka za radijsko novinarstvo 2020.
New York Radio Festivals 2021.
Nagrada Hrvatskog društva novinara- za radijsko novinarstvo 2020.